# (15870) Obůrka
(15870) Obůrka (1996 QD) – planetoida z pasa głównego asteroid okrążająca Słońce w ciągu 4,29 lat w średniej odległości 2,64 j.a. Odkryta 16 sierpnia 1996 roku.